# トーマス・デッケル
トーマス・デッケル（Thomas Dekker、1984年9月6日 - ）は、オランダ・北ホラント州のダークショルン出身の自転車競技選手。

## 経歴
2004年、2005年のオランダ国内個人タイムトライアルを制したことで一躍注目の的に。その勢いは止まるところを知らず、2006年、ティレーノ〜アドリアティコで総合優勝を果たしたが、これはUCIプロツアー史上最年少優勝選手記録である（21歳220日）。さらに2007年はツール・ド・ロマンディでも総合優勝を果たした。また同年はツール・ド・フランスでも初出場を果たした。
ここまでほぼ順風満帆といった戦績を誇ったデッケルだったが、2008年のツール・ド・フランスを目前にして、なぜかチームメンバーから外されてしまった。またクラシカ・サンセバスティアン終了時点において、UCIプロツアー個人ランキング第9位につけていたが、8月14日、ラボバンクを退団したことにより、これまで獲得してきたポイントは全て剥奪された。同年9月27日、2009年シーズンより、サイレンス・ロットへの加入が決まったと、自身のウェブで表明した。
2009年7月1日、国際自転車競技連合(UCI)は、バイオロジカル・パスポートに基づき、2007年12月に実施された、競技外ドーピング検査のために採取された血液及び尿サンプルを改めて、2009年6月20日にドイツ・ケルンのアンチ・ドーピング研究所で調査したところ、エリスロポエチン(EPO)が含まれていることをつきとめた。
2011年、ドーピングによる出場停止処分が終了した後、8月1日より、ガーミンの育成チームであるチポートレ・ディヴェロップメント・チームと契約し、レース復帰。
2012年、ガーミン・バラクーダ（後のガーミン・シャープ)に移籍。

## 主な戦績
2004年
- オランダ国内選手権・個人タイムトライアル 優勝
- グランプリ・エディ・メルクス 優勝（クン・デコルトとのペア）

2005年
- オランダ国内選手権・個人タイムトライアル 優勝
- ツール・ド・ポローニュ 総合3位。区間1勝。
- エネコ・ツアー 総合4位

2006年
- ティレーノ〜アドリアティコ 総合優勝

2007年
- ツール・ド・ロマンディ 総合優勝。ポイント賞。区間1勝。
- ツール・ド・スイス 区間1勝
- エネコ・ツアー 総合5位

2008年
- バスク一周 総合3位

2012年
- ツアー・オブ・カタール　総合17位
  - 第2ステージ　優勝
- パリ～ニース　総合88位完走
- バイエルン一周　総合13位
- ブエルタ・ア・エスパーニャ　総合149位完走